# لانتیه، کبک
لانتیه (به فرانسوی: Lantier) شهری در منطقه شهری له لورانتید ناحیه لورانتید در استان کبک کانادا است. در سرشماری سال ۲۰۱۱ این شهر ۶۲۳ نفر جمعیت داشته‌است و مساحت آن ۴۳٫۵۷ کیلومتر مربع است.